# Берёза блестящая
Берёза блестящая (лат. Betula luminifera) — вид растений рода Берёза (Betula) семейства Берёзовые (Betulaceae).
Декоративное растение с красивыми крупными блестящими листьями.

## Распространение и экология
В природе ареал вида охватывает Китай.
Произрастает в горных лесах на высоте 1000—2500 м над уровнем моря.

## Ботаническое описание
Дерево высотой до 20 м и стволом диаметром 0,8 м. Кора тускло-желтовато-серая, неслоящаяся. Побеги коричневые.
Листья яйцевидные, длиной 6—12 см, заострённые, с округлым или слегка сердцевидным основанием, остро неравнозубчатые, с 10—13 парами боковых жилок, на черешках длиной 1—2,5 см.
Плодущие серёжки одиночные, длиной 3,5—11 см. Прицветные чешуи с длинной средней и редуцированными, едва заметными боковыми лопастями.
Крылья перепончатые, в 2—3 раза шире орешка.

## Таксономия
Вид Берёза блестящая входит в род Берёза (Betula) подсемейства Берёзовые (Betuloideae) семейства Берёзовые (Betulaceae) порядка Букоцветные (Fagales).
|  |                                      |  |                                                             |                                                             |                     |  | ещё 7 семейств (согласно Системе APG II) | ещё 7 семейств (согласно Системе APG II)                   |                                                            |  |  |  | ещё 1—2 рода        | ещё 1—2 рода         |  |  |
|  |                                      |  |                                                             |                                                             |                     |  | ещё 7 семейств (согласно Системе APG II) | ещё 7 семейств (согласно Системе APG II)                   |                                                            |  |  |  | ещё 1—2 рода        | ещё 1—2 рода         |  |  |
|  |                                      |  |                                                             | порядок Букоцветные                                         |                     |  |                                          |                                                            | подсемейство Берёзовые                                     |  |  |  |                     | вид Берёза блестящая |  |  |
|  |                                      |  |                                                             | порядок Букоцветные                                         |                     |  |                                          |                                                            | подсемейство Берёзовые                                     |  |  |  |                     | вид Берёза блестящая |  |  |
|  | отдел Цветковые, или Покрытосеменные |  |                                                             |                                                             | семейство Берёзовые |  |                                          |                                                            | род Берёза                                                 |  |  |  |                     |                      |  |  |
|  | отдел Цветковые, или Покрытосеменные |  |                                                             |                                                             |                     |  |                                          |                                                            |                                                            |  |  |  |                     |                      |  |  |
|  |                                      |  | ещё 44 порядка цветковых растений (согласно Системе APG II) | ещё 44 порядка цветковых растений (согласно Системе APG II) |                     |  |                                          | ещё одно подсемейство, Лещиновые (согласно Системе APG II) | ещё одно подсемейство, Лещиновые (согласно Системе APG II) |  |  |  | ещё более 110 видов |                      |  |  |
|  |                                      |  |                                                             | ещё 44 порядка цветковых растений (согласно Системе APG II) |                     |  |                                          |                                                            | ещё одно подсемейство, Лещиновые (согласно Системе APG II) |  |  |  |                     |                      |  |  |